# Complexo Granjeiro

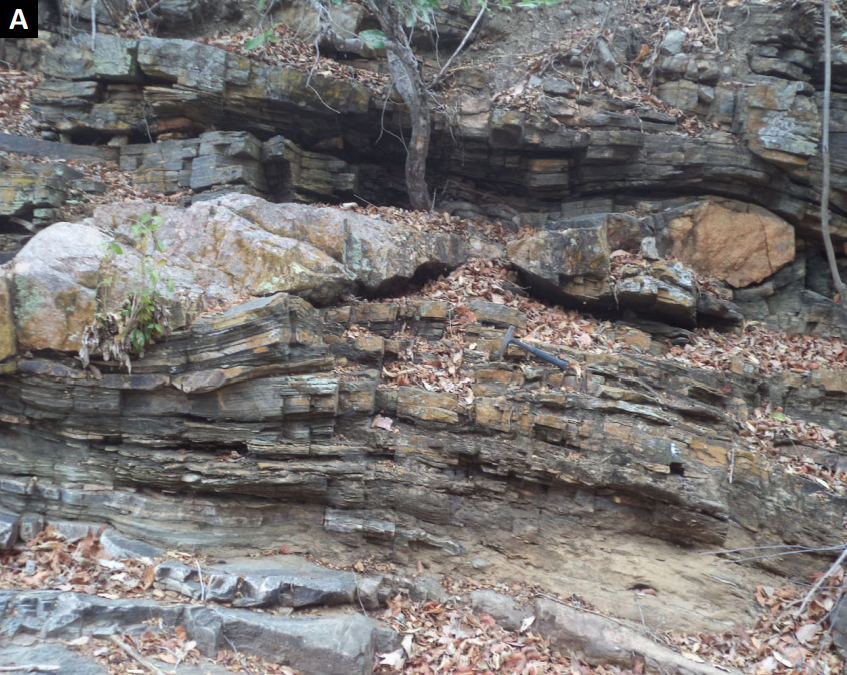
Gnaisse granodiorítico com camada de granito deformado

O Complexo Granjeiro é um conjunto de rochas metamórficas de idade arqueana (2,5 a 3,2 bilhões de anos) que aflora no estado do Ceará, Nordeste do Brasil. É parte do Domínio Rio Piranhas-Seridó, na Província Borborema. Está situado entre as a zonas de cisalhamento Farias Brito e Patos. Juntamente com as rochas do Complexo Cruzeta, são consideradas as rochas mais antigas do estado.
A unidade estende-se, de oeste para leste, pelos municípios de Salitre, Araripe, Potengi, Santana do Cariri, Nova Olinda, Farias Brito, Crato, Várzea Alegre, Granjeiro, Caririaçu, Lavras da Mangabeira, Aurora e Ipaumirim. É formado, predominantemente, por gnaisses bandados de cor cinza, de composição tonalítica e granodiorítica contendo dobras assimétricas apertadas a isoclinais.

## Petrologia

### Gnaisses
Possuem granulação fina e coloração cinza rosada e/ou esverdeada. Exibem foliação bem desenvolvida, são milonitizados e dobrados, com faixas de granulação mais grossa enriquecidas em K-feldspato. Foram metamorfizados em fácies anfibolito. São compostos por quartzo, plagioclásio, K-feldspato e biotita, com traços de apatita, zircão, turmalina, granada e minerais opacos (hematita-ilmenita-rutilo), além de clorita e malaquita como produtos de alteração. Concordantes com sua foliação, ocorrem faixas ou lentes de metacherts ferríferos e quartzitos.

### Quartzitos

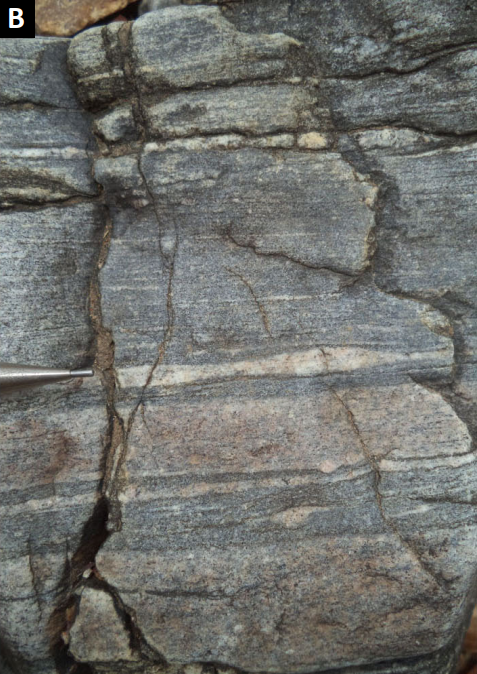
Detalhe do gnaisse, com bandamento composicional marcante

São subarcoseanos de granulação fina. Intercalam-se a finas faixas de anfibolito concordantes com a foliação principal. São constituídos basicamente por quartzo, plagioclásio e finas lamelas de mica oxidada nos planos de foliação.

### Formações ferríferas bandadas
São metacherts ferríferos, fortemente magnéticos, e de coloração avermelhada devido ao alto grau de alteração. Possuem bandamento marcado pela alternância de quartzo e magnetita. Foram submetidas a condições metamórficas de fácies xisto-verde ao anfibolito.

### Rochas metamáficas/metaultramáficas
São frequentes em forma de boudins ou lentes associadas às formações ferríferas. São representadas por anfibolitos de coloração cinza a cinza esverdeada, granulação fina e foliação bem desenvolvida,, rochas calcissilicáticas e tremolititos. Ocorrem minerais como hornblenda, clinopiroxênio, titanita e apatita. Quanto ao metamorfismo tem-se uma fase de transição entre os fácies anfibolito e granulito.

### Metatufos
Tufos metamorfizados que ocorrem nas proximidades do distrito de Felizardo, em Ipaumirim. Tem aspecto xistoso, de coloração escura, granulação fina, de composição máfica, contendo quartzo, biotita, plagioclásio e anfibólio.

### Metarriolitos
Compreendem riolitos metamorfizados foliados de coloração clara, constituídos por quartzo, plagioclásio, K-feldspato e biotita.